# Венера-4
«Венера-4» — советская автоматическая межпланетная станция (АМС), предназначенная для исследования планеты Венера. В программу миссии входили доставка спускаемого аппарата в атмосферу планеты и изучение физических параметров и химического состава атмосферы.

## Технические данные

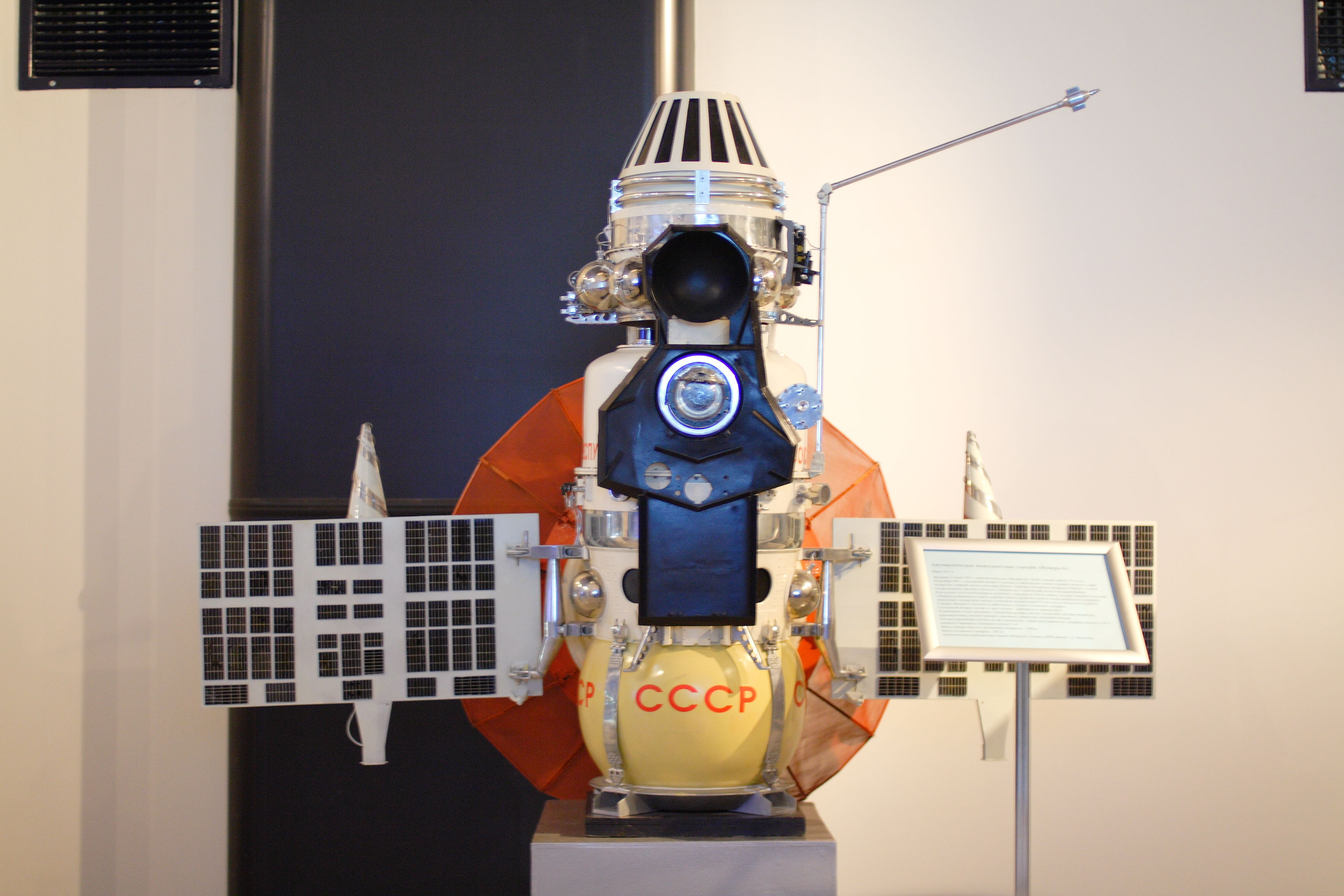
Модель «Венеры-4» в музее

АМС «Венера-4» была создана на Машиностроительном заводе имени С. А. Лавочкина (главный конструктор — Георгий Николаевич Бабакин), на базе ранних разработок ОКБ-1 С. П. Королёва.
При создании «Венеры-4» были учтены параметры атмосферы планеты Венера, полученные во время полёта межпланетной станции «Венеры-3». Спускаемый аппарат должен был работать при температуре 425 °C и давлении до 10 атмосфер. АМС «Венера-4» состояла из орбитального отсека и спускаемого аппарата.
Орбитальный отсек имел цилиндрическую форму, он был герметичным. В орбитальном отсеке размещались приборы радиокомплекса, системы ориентации, терморегулирования, аккумуляторные батареи и научная аппаратура. Мощность радиопередатчика дециметрового диапазона составляла 40 ватт. Скорость передачи телеметрической информации могла составлять 1, 4, 16 и 64 бит в секунду. Телеметрическая информация могла передаваться непосредственно на Землю, или записываться на магнитофон. Максимальный объём информации на магнитофоне — 150 Кбит. Телеметрическая информация передавалась на Землю с помощью остронаправленной антенны, закреплённой на орбитальном отсеке. Диаметр остронаправленной антенны в раскрытом виде составлял 2,3 метра.
АМС имела две панели солнечных батарей, общая площадь которых составляла 2,4 м². Станция была снабжена никель-кадмиевым аккумулятором, ёмкость которого составляла 84 ампер-часа.

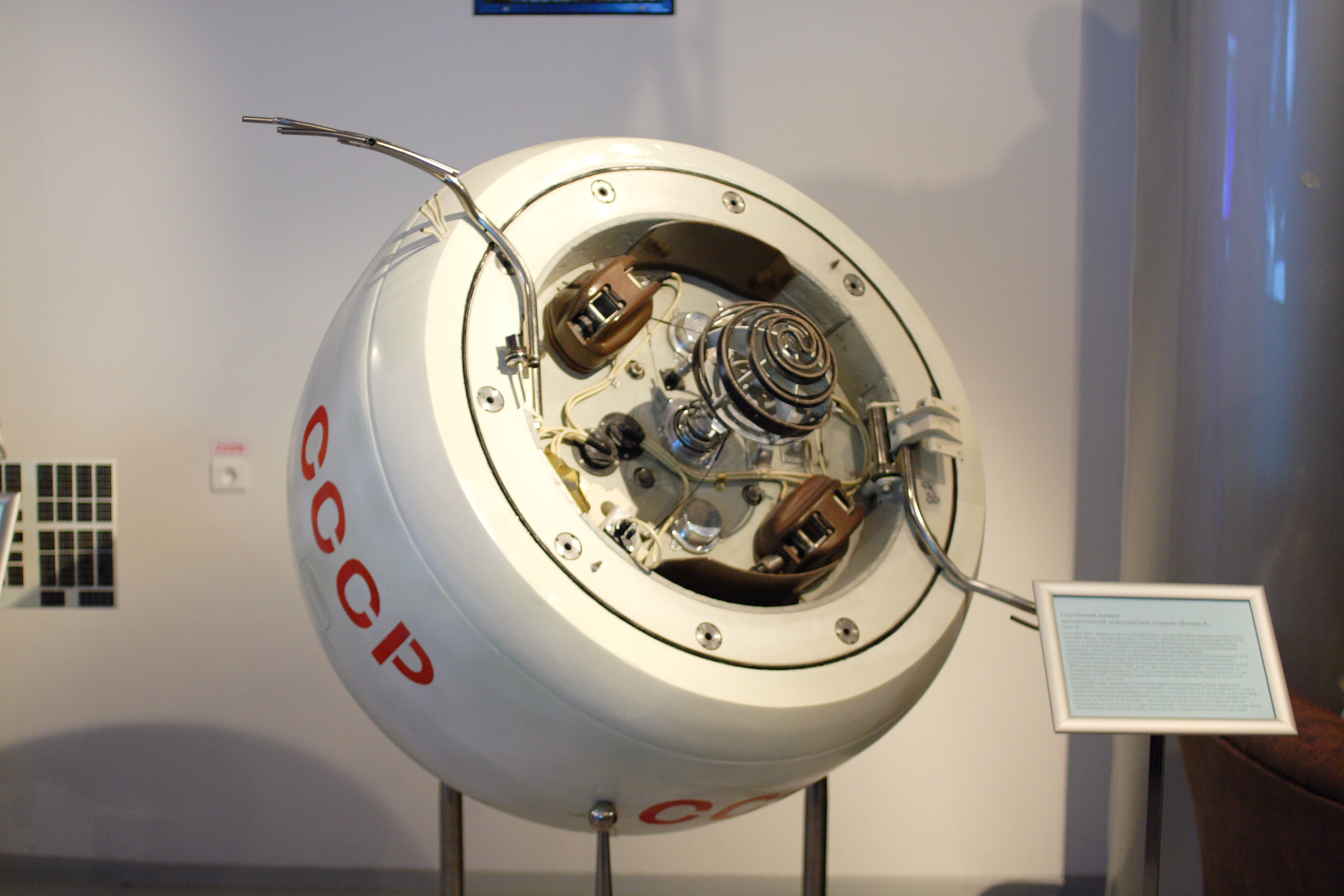
Спускаемый аппарат «Венера-4» в музее

Спускаемый аппарат имел сферическую форму диаметром 103 см. В спускаемом аппарате были два отсека — приборный и парашютный. Система торможения состояла из двух парашютов — тормозного парашюта с площадью купола 2,2 м² и основного парашюта с площадью купола 55 м². Спускаемый аппарат был герметичен с внутренним давлением 2 атмосферы.
Перед стартом спускаемый аппарат был подвергнут стерилизации с целью предотвращения переноса на Венеру земных микроорганизмов. Общая масса автоматической станции «Венера-4» составила 1106 кг, спускаемого аппарата — 377 кг. Для запуска «Венеры-4» использовалась ракета-носитель «Молния-М» с разгонным блоком ВЛ.

## Состав научной аппаратуры

### Орбитальный аппарат
- СГ 59М — трёхкомпонентный магнитометр на штанге длиной 3,5 метра для измерения величины и направления магнитного поля в межпланетном пространстве и вблизи Венеры;
- прибор КС-18-2М для изучения потоков космических частиц;
- прибор ЛА-2 для определения распределения кислорода и водорода в атмосфере планеты.

### Спускаемый аппарат
- датчики давления типа МДДА для измерения давления атмосферы в диапазоне от 100 до 5200 мм рт. ст. (0,13—6,8 атм);
- газоанализаторы Г-8 для определения химического состава атмосферы;
- приборы ТПВ для определения плотности и температуры атмосферы по высоте.

## Полёт
«Венера-4» была запущена с космодрома Байконур 12 июня 1967 года в 5 часов 40 минут (московское время) ракетой-носителем «Молния-М». Первоначально АМС была выведена на околоземную орбиту, а затем была переведена на траекторию полёта к Венере. Спустя пять дней, 17 июня 1967 года в 5 часов 37 минут была запущена вторая станция, аналогичная станции «Венера-4». Эта станция успешно вышла на орбиту вокруг Земли, однако из-за отказа разгонного блока не смогла выйти на межпланетную орбиту. Эта станция осталась на околоземной орбите под названием «Космос-167».
29 июля 1967 года на расстоянии 12 миллионов километров от Земли была проведена коррекция орбиты «Венеры-4». 18 октября 1967 года станция достигла орбиты Венеры. При входе в атмосферу, на скорости 11 км/с, от станции отделился спускаемый аппарат. Орбитальный отсек передавал на Землю телеметрическую информацию, пока не разрушился в атмосфере.
Спускаемый аппарат вошёл в атмосферу планеты на ночной стороне, в районе экватора, на расстоянии порядка 1500 км от утреннего терминатора. Во время торможения перегрузки на спускаемом аппарате достигали 300 g. После снижения скорости приблизительно до 210 м/с была введена в действие парашютная система, введены в действие радиопередатчик и включились измерительные приборы. Началась передача информации со скоростью 1 бит/с. Радиовысотомер передал значение 26 км, но после того, как данные были тщательно проанализированы, это значение было исправлено на 61—65 км. Значения давления передавались вплоть до значения, на которое был рассчитан манометр — 7,3 атмосферы. Значения температур передавались в течение 93 минут, пока продолжался парашютный спуск, приблизительно до высоты 28 км над поверхностью. За это время температура менялась от 33 °C до 262 °C.
До полета «Венеры-4» предполагалось, что давление на поверхности Венеры может достигать 10 атмосфер (на порядок меньше истинного значения — 90 атмосфер), поэтому спускаемый аппарат был рассчитан с двойным запасом предполагаемой прочности — на 20 атмосфер. В результате он был раздавлен на высоте 28 км от поверхности. Несмотря на то, что аппарат не смог достигнуть поверхности в рабочем состоянии, на основе его измерений была полностью пересмотрена модель атмосферы Венеры и была получена новая оценка давления у поверхности — около 100 атм. Однако времени на переделку спускаемых аппаратов «Венера-5» и «Венера-6» уже не было, и они полетели с аналогичными спускаемыми аппаратами, но площадь тормозных парашютов у них была уменьшена до 12 м², что позволило им достичь более глубоких слоев атмосферы. Лишь на «Венеру-7» был поставлен новый спускаемый аппарат, рассчитанный на 180 атмосфер, что позволило ему достичь поверхности в рабочем состоянии.

## Результаты полёта

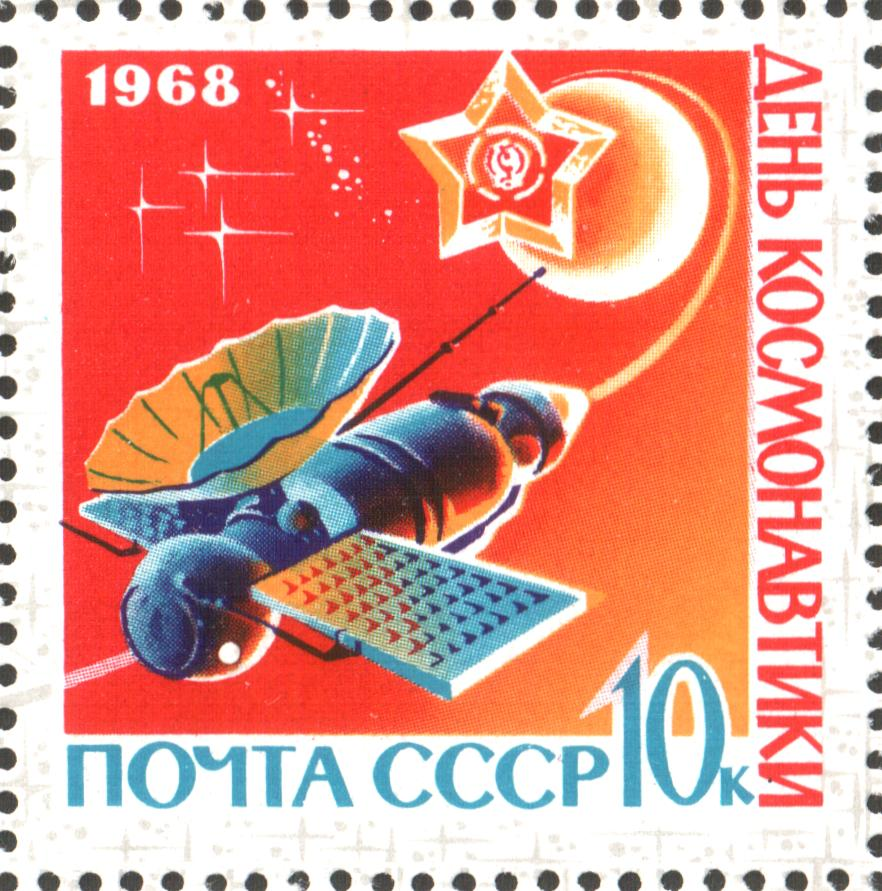
Почтовая марка

Главным результатом полета станции «Венера-4» стало проведение первых прямых измерений температуры, плотности, давления и химического состава атмосферы Венеры.
Газоанализаторы показали преимущественное содержание в атмосфере Венеры углекислого газа (≈ 90 %) и совсем незначительное содержание кислорода и водяного пара.
Научные приборы орбитального аппарата станции «Венера-4» показали отсутствие у Венеры радиационных поясов, а магнитное поле планеты оказалось в 3000 раз слабее магнитного поля Земли. Кроме того, с помощью индикатора ультрафиолетового излучения Солнца была обнаружена водородная корона Венеры, содержащая примерно в 1000 раз меньше водорода, чем верхняя атмосфера Земли. Атомарный же кислород индикатором обнаружен не был.